# Кваіса
Кваіса (груз. კვაისა) — містечко (даба) в муніципалітеті Оні, Рача-Лечхумі та Квемо-Сванеті, Грузія.
Нині окупована Російською Федерацією та входить до складу «Південної Осетії». До 2021 року, за даними осетинських джерел, в Квайсі проживає 785 осіб.